# Ravenstein (Pays-Bas)
Pour les articles homonymes, voir Ravenstein.
Ravenstein est une ville et une ancienne commune des Pays-Bas méridionaux, dans la province du Brabant-Septentrional. Historiquement, Ravenstein a été le chef-lieu de la Seigneurie de Ravenstein, du Pays de Ravenstein.
La ville de Ravenstein est située sur la rive gauche de la Meuse. Elle compte 8 466 habitants en 2005.

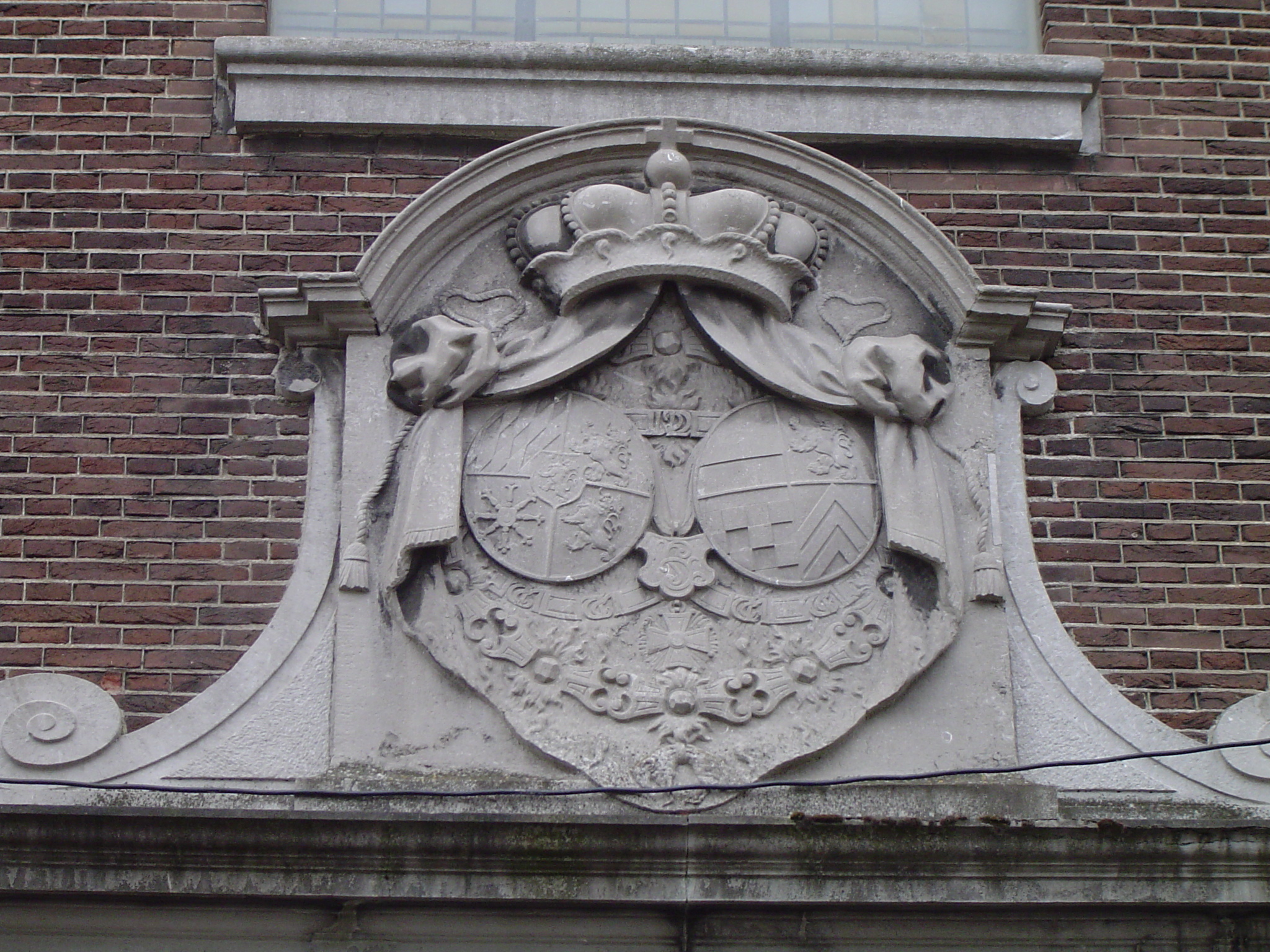
Ravenstein, la sauvegarde sur l'église.

## Histoire

### Seigneurie, Pays, ville
Pour mieux pouvoir exercer son droit de péage, Walraven van Valkenburg, seigneur du Pays de Herpen, un fief du Duché de Brabant, défait vers 1358 son château de Herpen et utilise les pierres pour construire un nouveau château sur la rive gauche de la Meuse dans le territoire de la Seigneurie de Langel: le Stein de Walraven, Walravenstein, devenu Ravenstein. Le Duc de Brabant attaque en 1364 ce nouveau château construit sans son consentement ; mais en 1368 il donne son accord. Très vite un bourg se forme au pied du château et Herpen et Langel cèdent le pas au bourg de Ravenstein, qui devient chef-lieu du Pays de Herpen, qui dès lors est Pays de Ravenstein. Le bourg de Ravenstein reçoit droit de ville en 1380. Walraven et son frère Reinoud meurent sans descendance et le Pays de Ravenstein passe au mari de leur sœur, Simon de Salm.
En 1397, à la Bataille de Kleverhamm, Simon est fait prisonnier par son oncle, Adolphe de Clèves, et la Seigneurie passe au Duché de Clèves.

### Pays catholique autonome
Pendant la guerre de Quatre-Vingts Ans, guerre de religion, Johan Willem de Clèves et Gulik meurt en 1609 sans héritier direct. Le conflit d'héritage traîne et en 1621 les troupes des États généraux des Provinces-Unies occupent la ville pour attribuer le Pays de Ravenstein en 1624 par le Traité de Düsseldorf aux palatins de Bavière, la famille Brandebourg. Mais déjà en 1630 Ravenstein passe à la Maison catholique de Palts-Neuburg. La garnison des États quitte la ville mais Les États acquièrent droit de garnison et leur garnison y rentre en 1635 ; ensuite, on construit en 1641 l'église de la Garnison, temple protestant. C'est le troisième temple construit en Brabant. Ravenstein reste pourtant en dehors de la République des Sept Provinces et il garde sa liberté de religion. Le Pays de Ravenstein devient alors un lieu d'asile pour des religieux chassés de la République, qui construisent des monastères dans les villages environnantes. Et les catholiques des localités environnantes viennent assister à la messe dans les églises et chapelles dans le Pays de Ravenstein. À l'invasion française de 1672, la garnison se retire et on démantèle les fortifications.

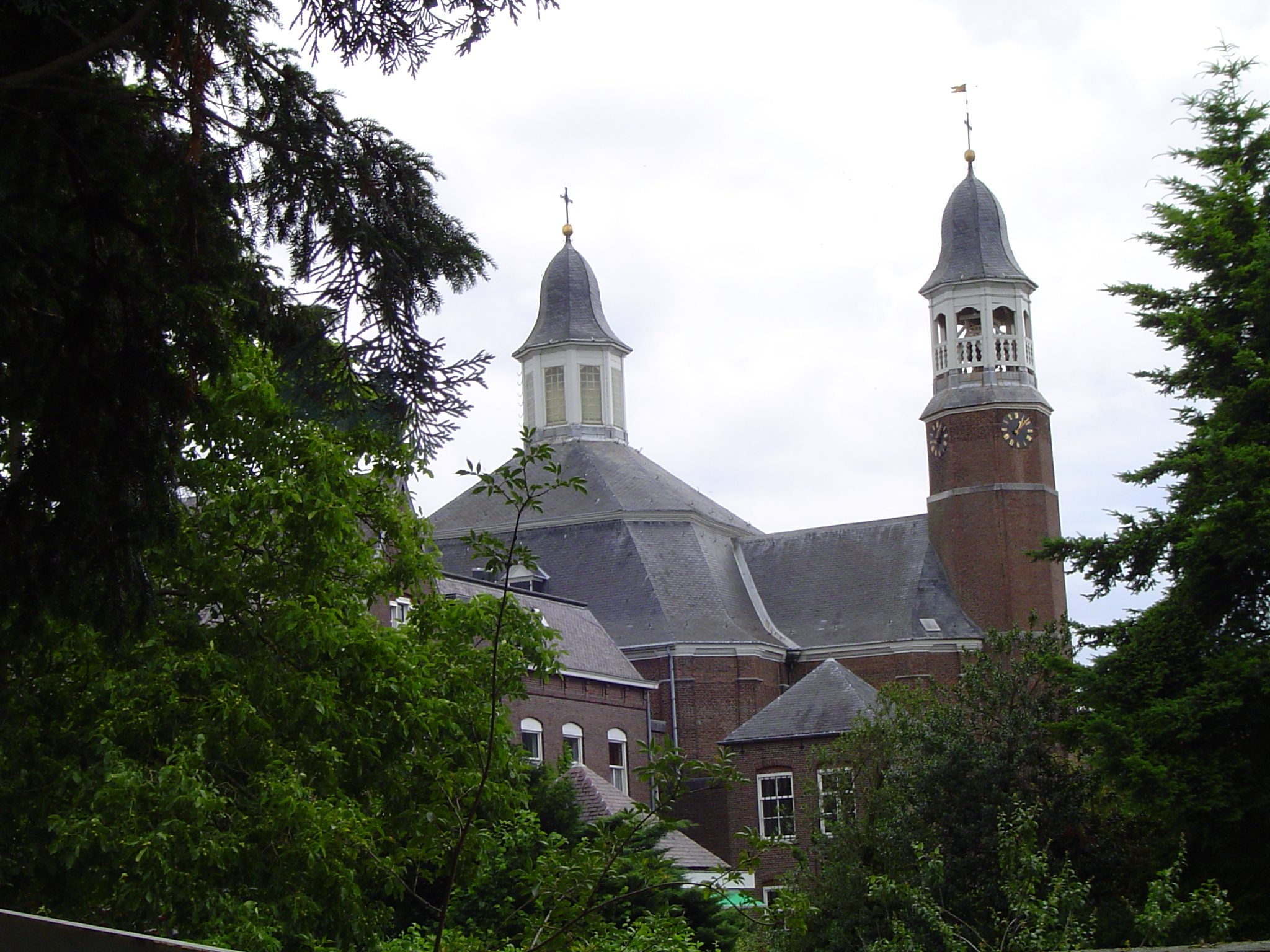
Ravenstein, toits de l'église Sainte-Lucie.

En 1735, on bâtit l'église Sainte-Lucie en baroque allemand. C'est la seule église baroque des Pays-Bas en dehors de la province de Limbourg. Au-dessus de la porte d'entrée se trouve une sauvegarde, garanti d'asile, avec les armoiries du seigneur de Ravenstein, Charles-Philippe de Paltz-Neuburg, qui a largement contribué à la construction. À part cela, c'est surtout par une loterie qu'on a obtenu suffisamment de fonds pour l'église et il en restait pour une caisse de pauvres.
Les protestants n'avaient dans ce temps plus de temple mais ils avaient le droit d'usage de l'église, qui fonctionnait quelque temps comme simultaneum. Sous l'influence des protestants, l'intérieur est assez sobre pour une église baroque, tandis que la chaire est situé bien au centre du côté droite du bâtiment. On y trouve tout de même plusieurs statues.
À la mort de Charles-Philippe de Paltz-Neuburg, en 1742, Charles-Théodore Sulzbach devient le bien-aimé mais dernier souverain de Ravenstein. En 1794, l'occupation française met une fin à l'autonomie de Ravenstein.

### Commune et ancienne commune

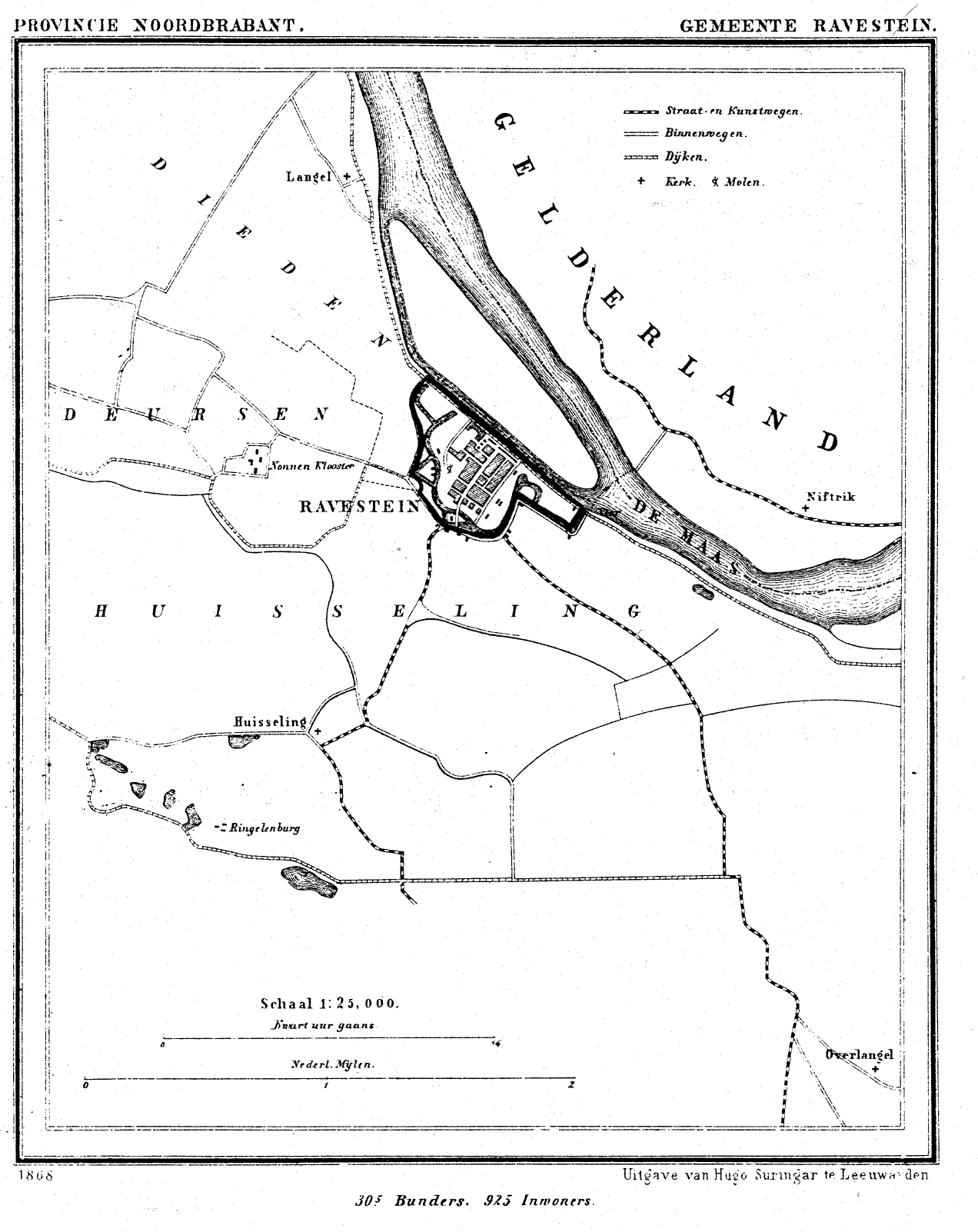
La commune de Ravenstein en 1868.

En 1800, le Pays de Ravenstein est vendu par la France à la République Batave en même temps que toutes les possessions françaises enclavées dans le territoire batave.
Après 1810, sous Napoléon et sous le gouvernement du jeune Royaume uni des Pays-Bas, la ville de Ravenstein devient une des communes dans lesquelles le Pays de Ravenstein est divisé. En 1818 on démolit le château jusqu'à la dernière pierre.
En 1923, la commune a été agrandie par rattachement des communes de Deursen en Dennenburg, de Dieden, Demen en Langel et de Huisseling en Neerloon. Ensuite, en 1941, la commune de Herpen, ancienne seigneurie, a également été rattachée à Ravenstein. En 1957, Keent, localité outre-Meuse de la commune d'Overasselt (province du Gueldre), est transféré à la commune de Ravenstein.
La commune couvrait alors un territoire de 42,68 km2 (dont 0,96 km2 d'eau), et comprenait Demen, Dennenburg, Deursen et Dieden (surnommés les quatre D de Ravenstein), Herpen, Huisseling, Keent, Koolwijk, Neerlangel, Neerloon et Overlangel. Les charges pour un tel territoire vaste avec tant de localités devenaient tellement lourdes pour la petite ville de Ravenstein, que le conseil municipal a demandé et reçu en 2003 l'attachement à la commune d'Oss.

## Le moulin
Avec ses 30 m le moulin est le plus haut du Brabant-Septentrional. Une plaquette fixée sur le moulin raconte son histoire :
« Ce grand moulin à galerie est construit en 1857 sur un des anciens bastions de la ville à la place d'un prédécesseur en bois. Six ans plus tard, les meuniers, les frères Versterren, applique pour la première fois la vapeur. La propriété du moulin est passée en 1991 à la fondation Le moulin de Ravenstein, qui a pris soin d'effectuer une restauration complète et qui a remis à l'honneur le nom De Nijverheid. »

## Galerie d'images

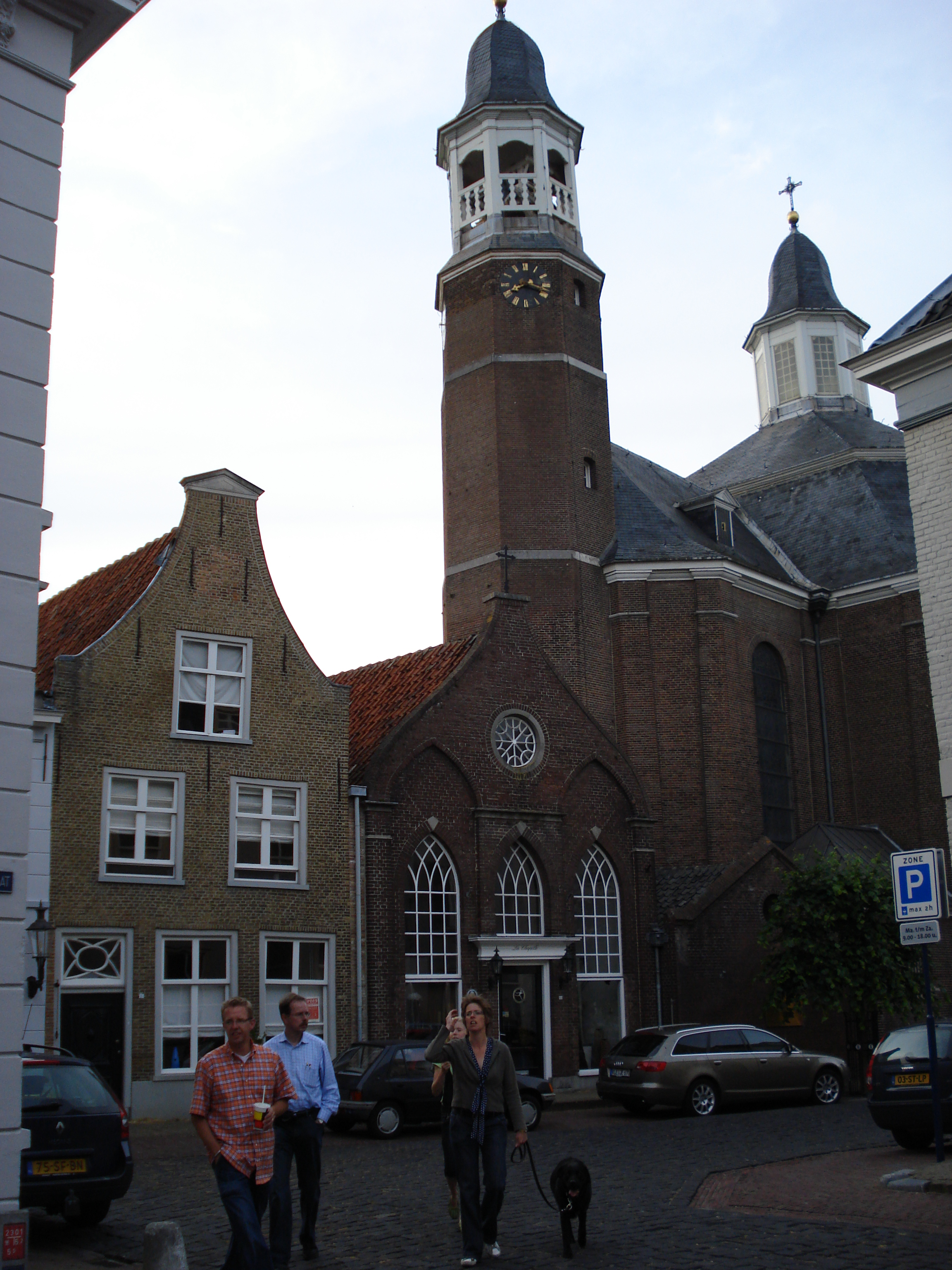
Ravenstein, l'église Sainte-Lucie.
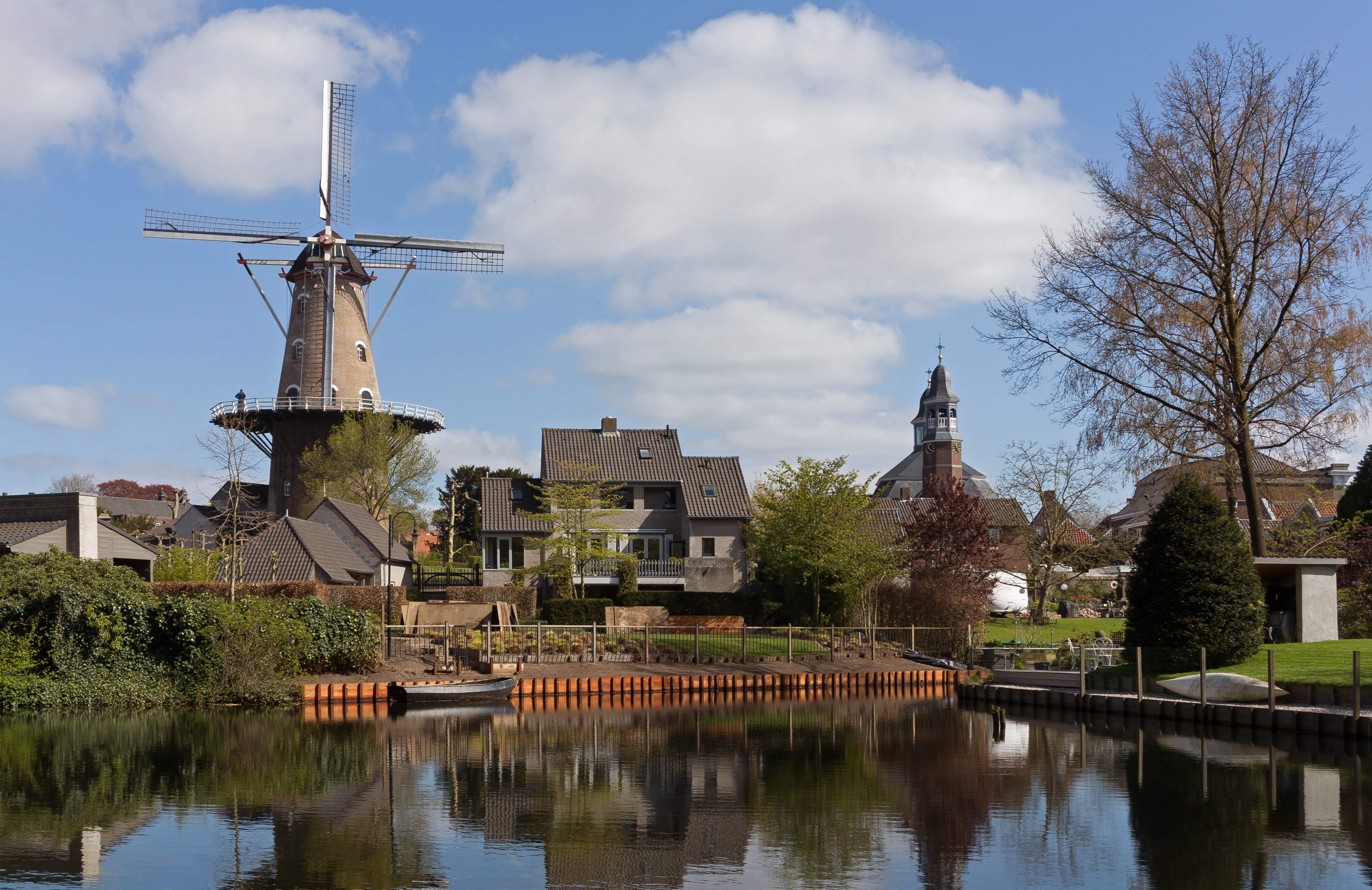
Ravenstein, le moulin : de Nijverheid.
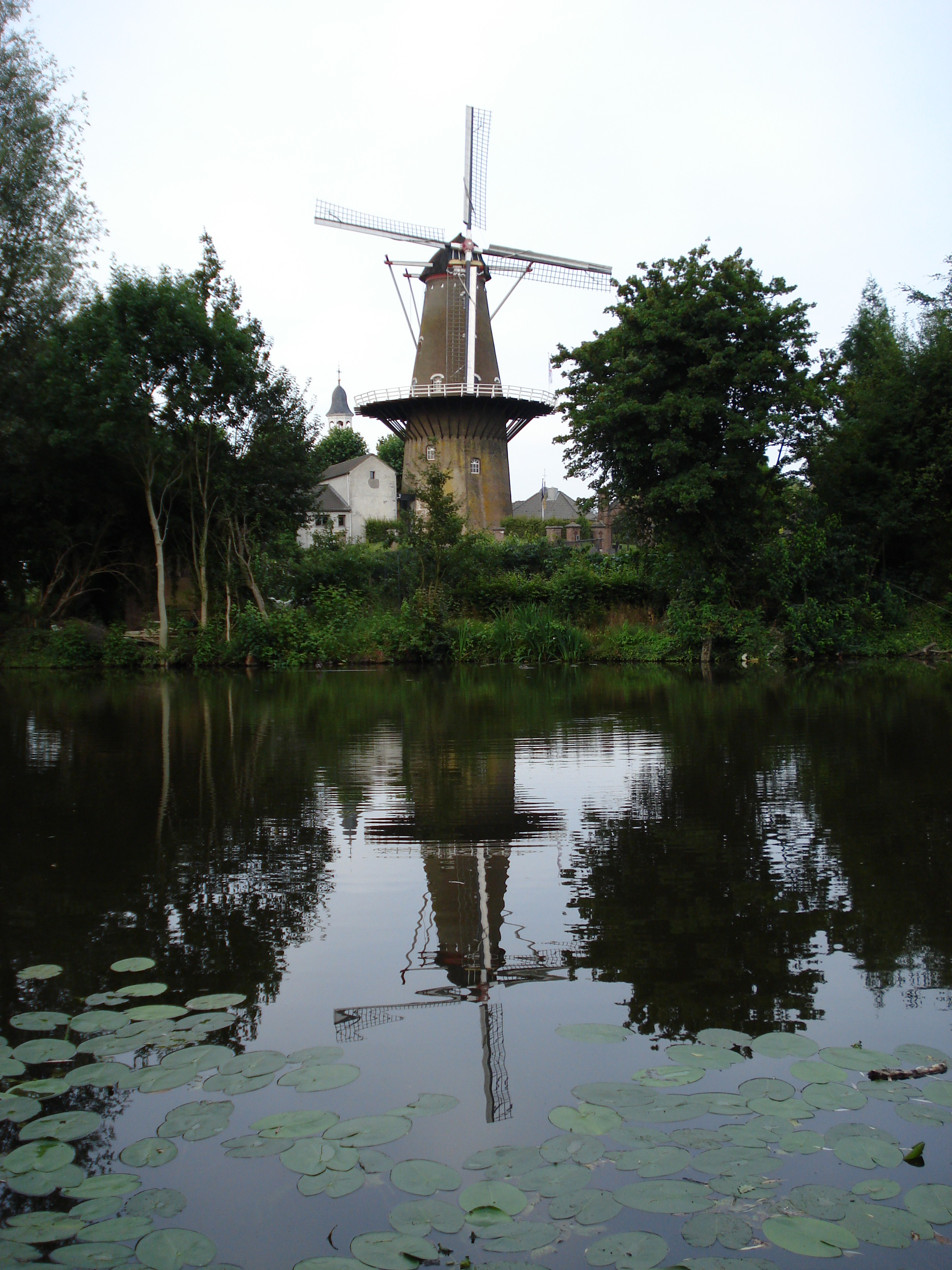
Ravenstein, le moulin De Nijverheid.
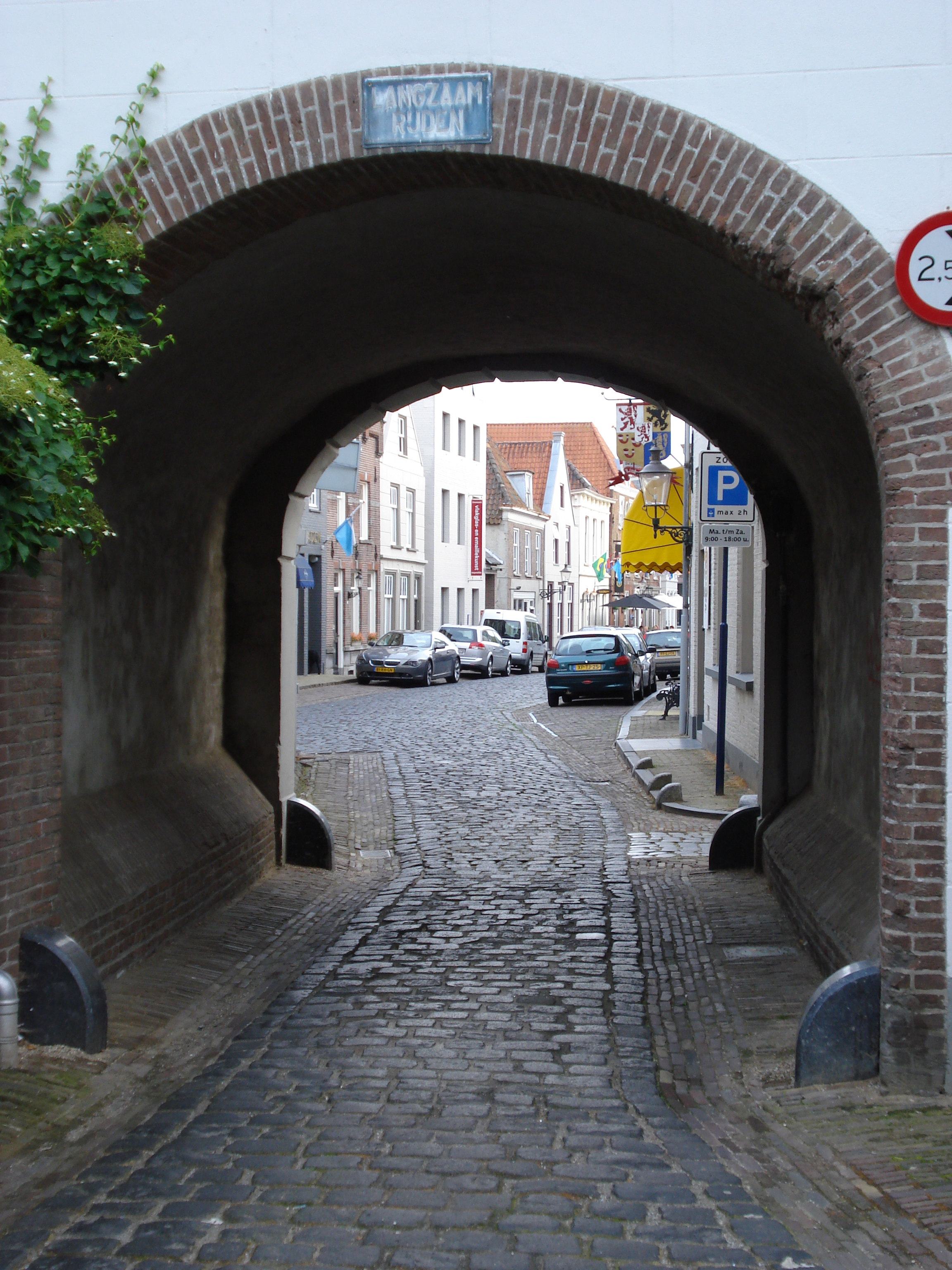
Ravenstein, une des portes de la ville.
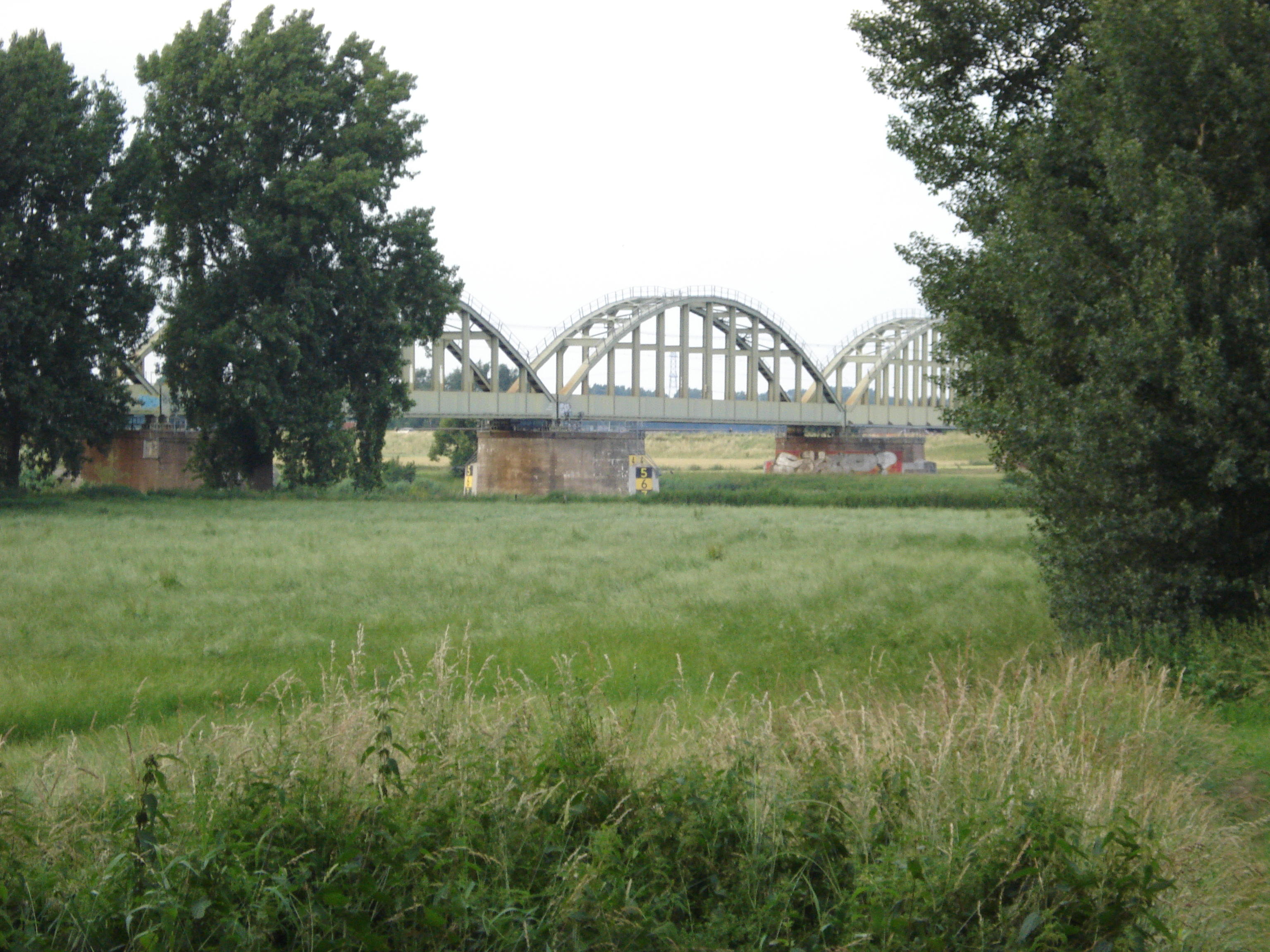
Ravenstein, pont du chemin de fer sur la Meuse.
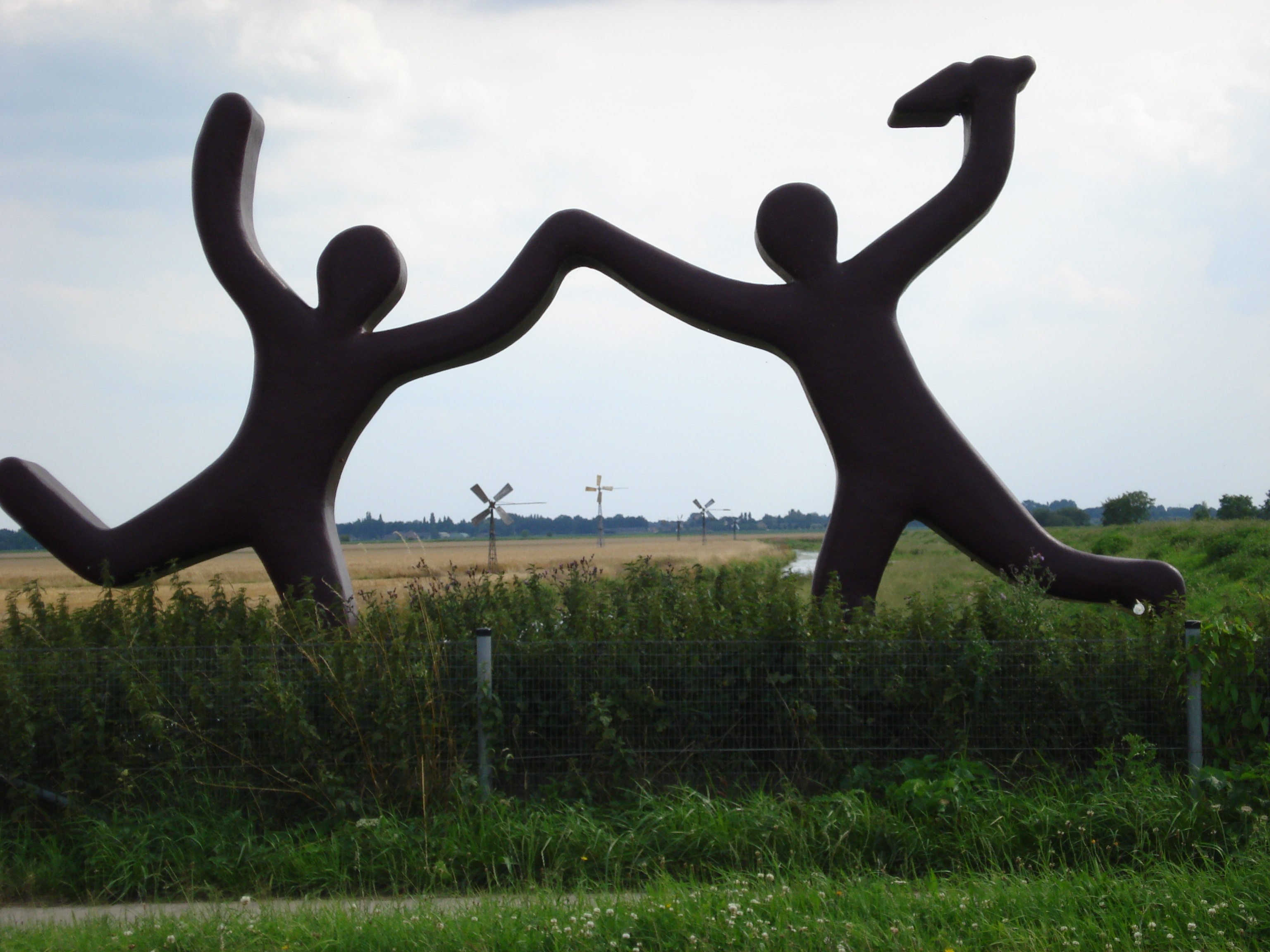
Ravenstein s'unit joyeusement à Oss (avec couteau).
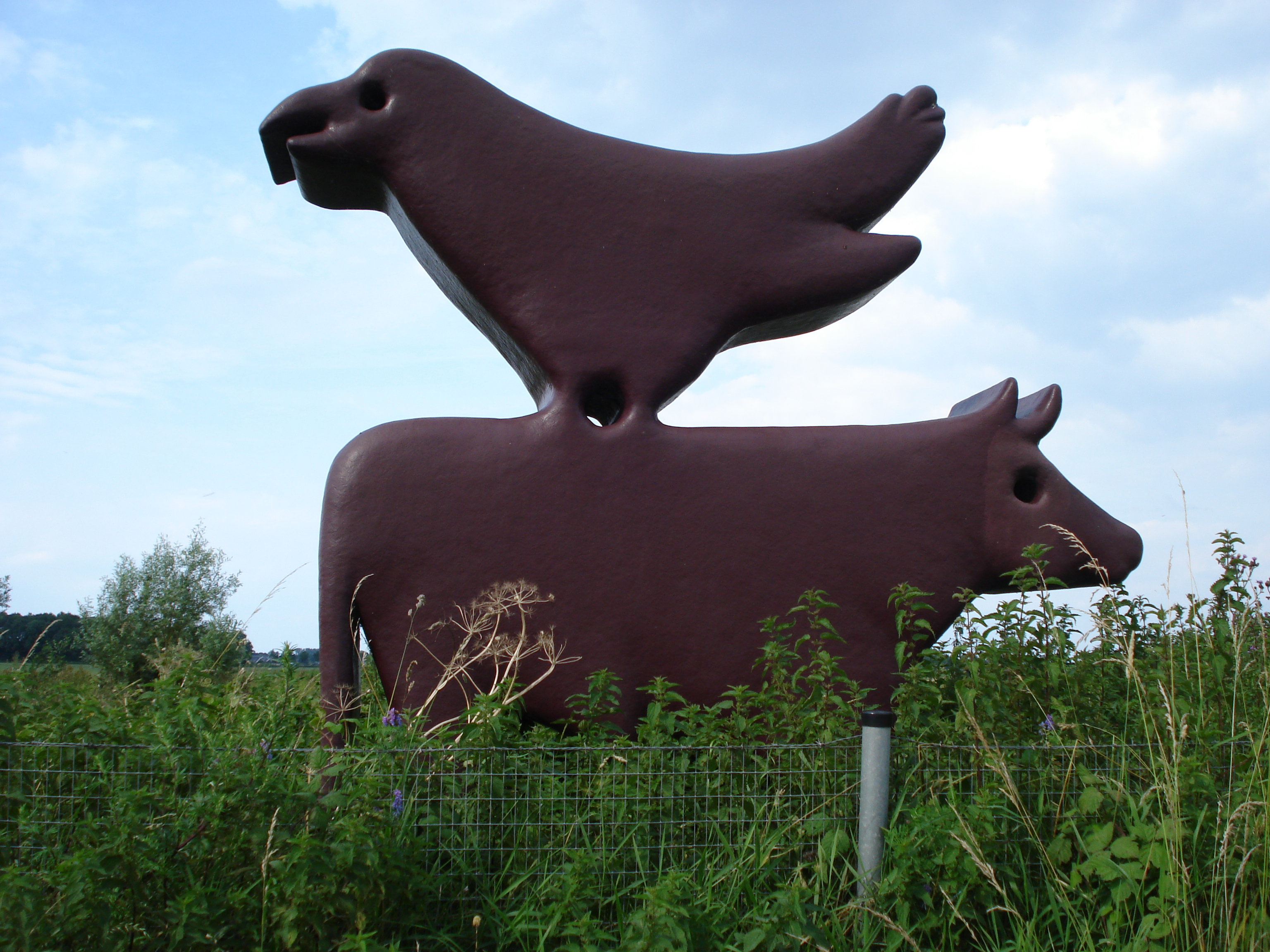
Le bœuf (= Oss) porte le corbeau (= raaf, Ravenstein).

## Nés à Ravenstein
- Frans van Dooren, traducteur de Dante et auteur de poèmes en dialecte de Ravenstein et Oss.
- Johannes Josephus Brands (1748-1822), homme politique néerlandais.